# Râul Galbena, Crișul Pietros
Râul Galbena este unul din cele două brațe care formează râul Crișul Pietros. Cursul superior al râului este cunoscut și sub denumirea de Râul Luncșoara.

## Hărți
- Harta munții Bihor-Vlădeasa  Arhivat în 9 iunie 2008, la Wayback Machine.
- Harta munții Apuseni